# Kino Svět (Pardubice)
Kino Svět byl kinosál v Hotelu Grand o kapacitě asi 350 míst fungující jako kino pod názvem Sport od 4. září 1931. Mělo samostatné vstupy z třídy Míru mimo hotel. Zrušeno bylo v roce 1990.